# Niewierny (Tetmajer)
Niewierny – wiersz młodopolskiego poety Kazimierza Przerwy-Tetmajera, opublikowany w tomiku Poezje. Seria pierwsza w 1891. Utwór jest napisany przy użyciu strofy pięciowersowej, rymowanej abbab, złożonej z wersów jedenastozgłoskowych i jednego pięciozgłoskowego w porządku 11/11/11/5/11, opartej na schemacie strofy safickiej(11/11/11/5).
Przychodzą na mnie godziny zwątpienia,
gdy tracę wiarę w Twoją dobroć, Panie,
w Twe miłosierdzie, w Twoje miłowanie,
w wolę zbawienia,
a nawet w Twoją istność i władanie.